# Julius Lothar Meyer
Julius Lothar Meyer (Varel, 19 agosto 1830 – Tubinga, 11 aprile 1895) è stato un chimico tedesco.
Contemporaneo di Dmitri Mendeleev, stilò una tavola periodica degli elementi chimici molto simile a quella del chimico russo.

## Biografia

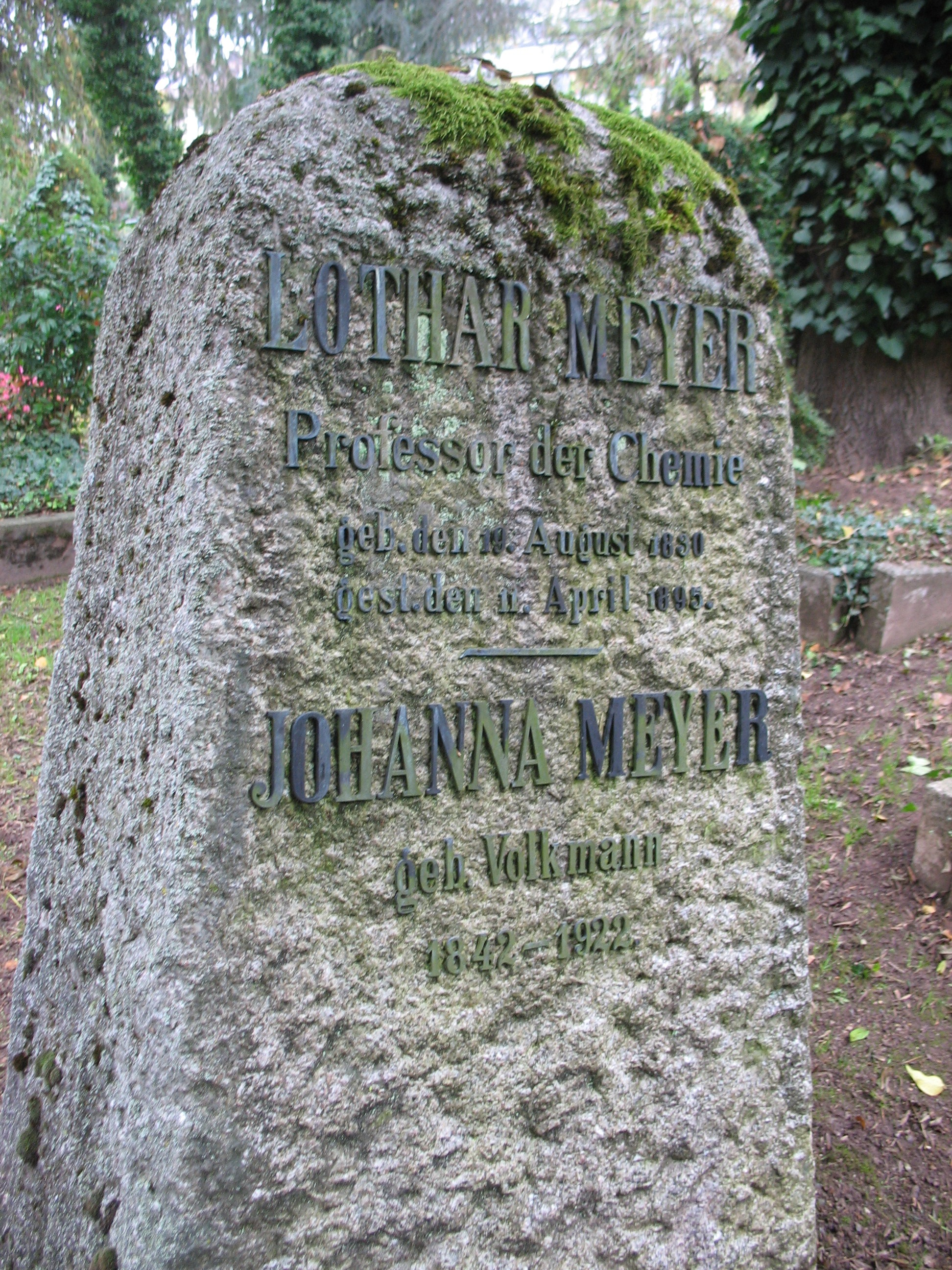
Tomba al Stadtfriedhof di Tubinga

Lothar Meyer nacque a Varel, in Germania (allora parte del Ducato di Oldenburg); i suoi genitori furono Friedrich August Meyer, un medico, e Anna Biermann. Dopo aver frequentato l'Altes Gymnasium di Oldenburg, studiò medicina all'Università di Zurigo nel 1851; qui fu allievo del fisiologo Carl Ludwig, dedicando la sua attenzione alla chimica fisiologica. Due anni dopo frequentò l'Università di Würzburg, dove studiò patologia come allievo di Rudolf Virchow. Dopo aver conseguito la laurea in medicina a Würzburg, nel 1854, si trasferì presso l'Università di Heidelberg, dove Robert Bunsen ricopriva la cattedra di chimica. Nel 1858 ricevette un dottorato di ricerca in chimica presso l'Università di Breslavia presentando una tesi sugli effetti del monossido di carbonio sul sangue nella quale aveva dimostrato che nella respirazione l'ossigeno si combina con l'emoglobina del sangue.
Influenzato dall'insegnamento della matematica di Gustav Kirchhoff, intraprese gli studi di fisica matematica presso l'Università di Königsberg, allievo di Franz Ernst Neumann e, nel 1859, dopo aver ottenuto l'abilitazione all'insegnamento universitario, divenne professore associato in fisica e chimica presso l'Università di Breslavia. Nel 1866, Meyer accettò un posto presso l'Accademia forestale di Eberswalde; due anni più tardi fu nominato professore al Politecnico di Karlsruhe.
Durante la Guerra franco-prussiana, il Politecnico fu utilizzato come ospedale e Meyer si adoperò nella cura dei feriti. Nel 1876 Meyer divenne professore di chimica presso l'Università di Tubinga, dove insegnò fino alla sua morte, avvenuta nel 1895.

## Le scoperte
Mendeleev pubblicò nel 1869 la sua tavola periodica degli elementi allora conosciuti e a completamento della tavola predisse numerosi nuovi elementi, più alcuni pesi atomici corretti. Lavorando indipendentemente, pochi mesi dopo, Meyer pubblicò una versione riveduta ed ampliata della sua versione della tavola del 1864, praticamente identica a quella pubblicata da Mendeleev, e dimostrò la periodicità degli elementi in funzione del peso atomico. Molti chimici erano dubbiosi circa la legge della periodicità di Mendeleev ed il lavoro di Meyer fornì un supporto significativo, in modo particolare quando vennero scoperti i nuovi elementi ipotizzati dai due chimici.
Il contributo di Meyer constò inoltre nell'ipotesi che gli atomi di carbonio nel benzene fossero disposti ad anello, ma non teorizzò mai l'alternanza tra singolo e doppio legame che in seguito Kekulé incluse nella sua teoria.

## Scritti
- Die Gase des Blutes. Göttingen 1857 (Dissertation, Med., Würzburg) Digitalisat
- Chemische Analyse der Heilquellen zu Bad Landeck (Preussisch-Schlesien.) Gosohorsky, Breslau 1863 Digitalisat
- Die modernen Theorien der Chemie und ihre Bedeutung für die chemische Statik. Maruschke & Berendt, Breslau 1864. Digitalisat
  - 2. umgearbeitete und sehr vermehrte Auflage. Maruschke & Berendt, Breslau 1872 Digitalisat[4]
- Die Chemie in ihrer Anwendung auf die Forstwirtschaft. 1867.
- Die Natur der chemischen Elemente als Function ihrer Atomgewichte. In: Annalen der Chemie und Pharmacie. VII. Supplementband 1870, S. 354–364. Wiederabgedruckt in: Das natürliche System der chemischen Elemente. Abhandlungen von Lothar Meyer (1864-1869) und D. Mendelejeff (1869-1871). Hrsg. von Karl Seubert. Engelmann, Leipzig 1895, S. 9–17 (=Ostwald's Klassiker der exakten Wissenschaften 68) Digitalisat
- Die Zukunft der Deutschen Hochschulen und ihrer Vorbildungs-Anstalten. Maruschke & Berendt, Breslau 1878 Digitalisat
- Lothar Meyer und Karl Seubert: Die Atomgewichte der Elemente aus den Originalzahlen neu berechnet. Breitkopf & Härtel, 1883. Digitalisat als pdf
- Grundzüge der theoretischen Chemie. Breitkopf & Härtel, Leipzig 1890 als pdf-Datei
  - 2. Auflage, Breitkopf & Härtel, Leipzig 1893 Digitalisat
- Die modernen Theorien der Chemie und ihre Beteutung für die chemische Mechanik. Maruschke & Berendt, Breslau 1884 Digitalisat
- Die Anfänge des natürlichen Systemes der chemischen Elemente. Abhandlungen von J. W. Doebereiner, 1829, und Max Pettenkofer 1850, nebst einer geschichtlichen Uebersicht der Weiterentwickelung der Lehre von den Triaden der Elemente. Hrsg. von Lothar Meyer. Wilhelm Engelmann, Leipzig 1895 (=Ostwald's Klassiker der exakten Wissenschaften 66)